# Anche un uomo
Anche un uomo је песма италијанске певачице Мине са њеног албума Attila из 1979. Песму су написали Мајк Бонђорно, Лудовико Перегрини, Алберто Теста и Анселмо Ђеновезе.

## Позиције на листама
| Листа (1979)              | Највиша позиција |
| ------------------------- | ---------------- |
| Италија (Billboard)       | 10               |
| Италија (Musica e dischi) | 9                |